# Jánovce (okres Galanta)
Jánovce, do roku 1992 Janovce (maďarsky Jánosháza), jsou obec v okrese Galanta na Slovensku. Obec leží v západní části Podunajské nížiny v nadmořské výšce 120 m, na rozhraní Úľanského mokřadu a Žitného ostrova. V obci je římskokatolický kostel, spadající pod farnost ve Veľkých Úľanech.

## Historie
Hraběnka Gabriela de Colloredo zanechala v roce 1792 území dnešních Jánovců Janovi Pálfimu ml. a pomohla tak založit obec, která dostala pojmenování po novém majiteli Janu Pálfim „Jánovce“. Do roku 1918 bylo území obce součástí Uherska. V důsledku první vídeňské arbitráže bylo v letech 1938 až 1945 součástí Maďarska.